# Ипатова, Тамара Андреевна
Тама́ра Андре́евна Ипа́това (в девичестве Дубро́вина) (род. 8 июля 1955, Преображенка, Исаклинский район, Куйбышевская область, РСФСР, СССР) — советская спортсменка, заслуженный мастер спорта СССР (1980) по спортивной акробатике, чемпионка мира.

## Биография
Занималась акробатикой в Тольятти, у Виталия Гройсмана. По окончании спортивной карьеры вышла замуж, сменив фамилию.
В 1980 году закончила Краснодарский государственный институт физической культуры по специальности «преподаватель физической культуры». Работает в Тольятти, в гимназии № 9 учителем физкультуры. Награждена знаком «Почётный работник общего образования Российской Федерации» (2003), почётной грамотой Министерства образования и науки Российской Федерации победителю конкурса лучших учителей (2008). В той же гимназии на той же должности работает и другая победительница тех же чемпионатов мира Надежда Демиданова.

## Достижения
Первоначально занималась акробатическими прыжками.
Соревнования между женскими тройками появились в СССР только в 1973 году. Срочно подготовить группу для участия в первом чемпионате мира по спортивной акробатике взялся Виталий Гройсман. По его оценкам успешно выступавшие в акробатических прыжках Тамара Дубровина, Людмила Гуляева и Татьяна Саблина могли составить успешную тройку. Поначалу спортсменки отказывались, так как они уже были мастерами спорта, входили в десятку сильнейших спортсменок страны, а теперь предстояло осваивать новую дисциплину практически заново, но Гройсман сумел убедить их. Спустя год ускоренных тренировок два-три раза в день под руководством Гройсмана и хореографа Виктора Сергеева тройка была подготовлена. В 1974 году девушки стали чемпионками РСФСР, СССР, обладательницами кубка СССР.
Перед проходившим в Москве в 1974 году первым чемпионатом мира по спортивной акробатике старший тренер сборной СССР Геннадий Казаджиев сказал девушкам: «Вы не расстраивайтесь, если медалей вам не достанется. Спрашивать по большому счету с вас пока рановато», однако советская женская тройка выиграла все соревнования, завоевав золотые медали как в многоборье, так и в отдельных упражнениях.
В 1975 году Тамара Дубровина стала чемпионкой РСФСР, обладательницей кубка СССР и серебряным призёром кубка мира.
На следующий год тройка тольяттинских акробаток снова стала чемпионами РСФСР и СССР, завоевала кубок СССР и победила на втором чемпионате мира, проходившем в ФРГ, где девушки стали первыми в многоборье и балансовом, и вторыми в динамическом упражнении.
Также тройка с участием Дубровиной побеждала на чемпионате ВЦСПС (1976), 5-х международных соревнованиях в память лётчика-космонавта СССР В. Н. Волкова (1977). В дальнейшем тройка в составе Дубровина—Саблина—Зелепукина удачно выступила в 1978 году, когда стала чемпионкой РСФСР и СССР.
Заслуженный мастер спорта СССР (знак № 2575 от 23.04.1980)